# Anomioptera quadriabla
Anomioptera quadriabla är en tvåvingeart som beskrevs av Marshall 1998. Anomioptera quadriabla ingår i släktet Anomioptera och familjen hoppflugor. Inga underarter finns listade i Catalogue of Life.